# 魏喦寿

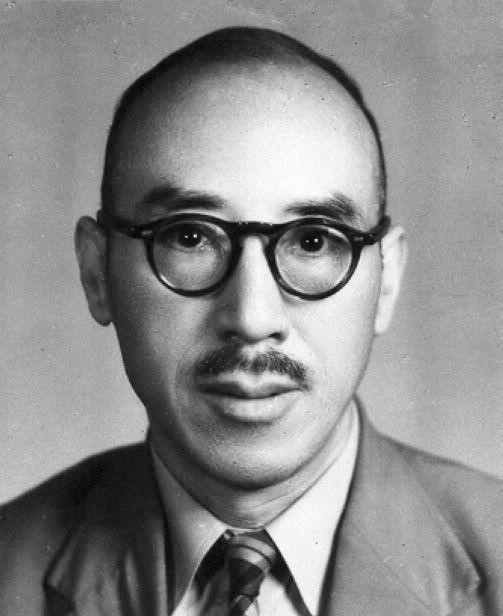

魏喦寿（1900年7月23日—1973年6月4日），字孟磊，浙江鄞县（今宁波市）人，中华民国微生物学家、应用化学家，曾任中央研究院化学研究所所长，為中国近代工业微生物研究之先驱。是中国第一位在Science杂志上发表科学论文的微生物学家。

## 生平
1900年7月23日出生于浙江省鄞县，其父亲魏伯桢，為中国近代民族资本家。1921年，毕业于南洋中学。1922年，赴日本留学，入读京都帝國大学化学工程科，主修化学和微生物学，期间进行了真菌学的学习和研究。在京都大学求学期间，师从当时日本微生物化学权威喜多源逸教授。
1927年毕业，回国。1927年至1930年，就职于国立卫生实验所（上海），任研究员，1929年兼任国立劳动大学农学院农艺化学系教授。1930年～1937年，担任国立中央大学（後更名南京大學，又在台復校）农业化学系教授，并兼任农业化学系系主任。担任中央大学教授期间，开始致力于用近代生物化学方法研究中国传统发酵食品的制作工艺。1935年，经民国实业部举荐，兼任中国酒精厂总工程师。期间魏喦寿曾试验用甘薯生产酒精，成为中国可再生能源生产研究的先例。魏喦寿并筛选酵母品种，采用良种纯种酵母发酵，大大提高了发酵效率。
1937年至1945年，魏喦寿担任中华民国国家资源委员会酒精工业总工程师。魏喦寿主持在在四川省和云南省创建了内江、泸州、昆明酒精厂。当时正值抗日战争时期，条件非常艰难，但这三个酒精厂在魏喦寿领导下仍连续出产酒精，保障了战争时期稀缺的能源。
1945年，抗日战争胜利以后，魏喦寿奉命赴台湾接管日本台北帝国大学（今国立台湾大学）。魏喦寿并出任国立台湾大学工学院院长，并兼任化学工程系主任。魏喦寿同时在国立台湾大学农业化学系授课，主讲微生物学。1957年，魏喦寿在台湾创建中央研究院化学研究所。1957年-1973年，担任中央研究院化学研究所所长。
1973年6月4日，逝世于台北。

## 学术
- 1929年，魏喦寿在中国传统食品腐乳中分离一种毛霉新种，美国著名的Science杂志刊登了这一发现。
- 1931年，魏喦寿分离出一种拟青霉素，是中国科学家从发酵器械中分离出的第一批工业微生物菌种。
- 1959年，魏喦寿开始编写《应用微生物图谱》，为工业微生物领域重要参考书籍。
- 1950年代晚期，魏喦寿开始致力于对中国传统食品腐乳的研究，并于1968年完成其总结报告。

## 著述
- 1953年，《紫色花蜜腺酵母菌之研究》